# Magnavox Odyssey
Magnavox Odyssey — первая в мире коммерческая домашняя игровая приставка. Она была разработана небольшой командой во главе с Ральфом Бером. Приставка выпущена компанией Magnavox в сентябре 1972 года в Соединённых Штатах и годом спустя — за рубежом. Odyssey заключена в чёрно-бело-коричневый корпус, который подключается к телевизору. Вместе с приставкой используются два игровых контроллера. Приставка способна выводить на экран три квадратные точки, поведение которых меняется в зависимости от установленной игры. Игроки для создания визуальных эффектов могут размещать на экране телевизора цветные пластиковые накладки. В каждой игре один или два игрока управляют своими точками с помощью контроллеров. В комплекте с Odyssey поставлялась различная атрибутика настольных игр, такая как игральные кости и бумажные деньги. Отдельно от приставки поставлялась первая в мире коммерческая игра со световым пистолетом.
Идея создания игровой приставки пришла к Беру в августе 1966 года. В течение следующих трёх лет он вместе с Биллом Харрисоном и Биллом Рушем создал семь последовательных прототипов игровых систем. Седьмой прототип, известный как «Коричневая коробка», был показан нескольким производителям, прежде чем в январе 1971 года компания Magnavox согласилась на производство приставки. После выпуска приставки через свои дилерские центры Magnavox продала 69 000 штук в первый календарный год и 350 000 штук — к моменту прекращения выпуска приставки в 1975 году. Приставка породила серию специализированных игровых систем Odyssey, а после них и выпущенную в 1978 году Magnavox Odyssey². Одна из созданных для этой системы 28 игр — пинг-понг — вдохновила Atari на создание успешной аркадной игры Pong 1972 года, которая, в свою очередь, стимулировала продажи Odyssey. Патенты Бера и других разработчиков системы и игр, в том числе и то, что было названо судьёй «новаторским патентом на видеоигровое искусство», легли в основу серии судебных исков, охватывавших 20 лет и принёсших компаниям Sanders и Magnavox более 100 млн долларов США. Выпуск Odyssey ознаменовал начало первого поколения видеоигровых приставок и стал ранней частью подъёма индустрии коммерческих видеоигр.

## Дизайн

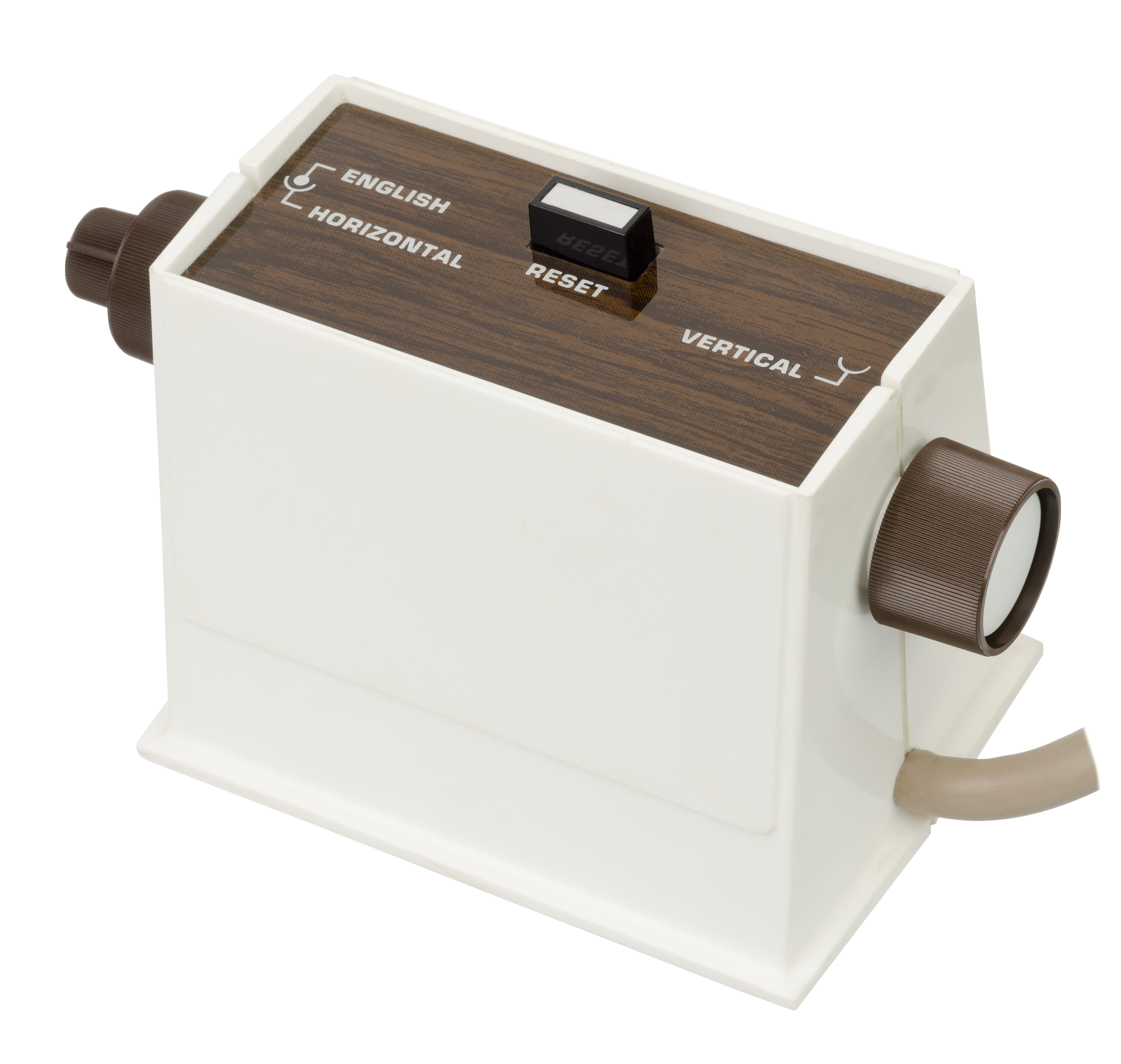
Игровой контроллер приставки Magnavox Odyssey

Внешне игровая приставка Odyssey выглядит как чёрно-бело-коричневый продолговатый корпус, соединённый проводами с двумя прямоугольными контроллерами. Консоль подключается к телевизору через входящий в комплект коммутатор, который позволяет игроку переключать телевизионный вход между Odyssey и обычным телевизионным входным кабелем. Через данный коммутатор приставка выводится на экран через телевизионный канал на третьем или четвёртом канале, что впоследствии стало стандартом для игровых приставок. Контроллеры должны стоять на ровной поверхности и имеют одну кнопку «Сброс» (англ. Reset) в верхней части и три ручки: одну справа и две слева, при этом одна из левых выдвигается из второй. Кнопка сброса не перезагружает игру, а используется в различных играх для перезагрузки отдельных элементов, например, для повторного показа точки игрока после её исчезновения во время игры. Питание системы осуществляется от шести входящих в комплект поставки батареек типа C, при этом дополнительный блок питания переменного тока продавался отдельно. Odyssey не может воспроизводить звук и может отображать только монохромные белые фигуры на пустом чёрном экране.
Внутренняя архитектура Odyssey состоит из цифровых вычислительных компонентов. Схема реализована по диодно-транзисторной логике с использованием дискретных транзисторов и диодов, а не по новой транзисторно-транзисторной логике на интегральных схемах, что было обусловлено ограничениями по стоимости. Сами игры не используют ROM-картриджи как на более поздних приставках, а вместо этого используют «игровые карточки» (англ. game cards), состоящие из печатных плат, вставляющихся в приставку. Эти карточки модифицируют внутреннюю схему системы, что заставляет Odyssey иначе отображать графику и реагировать на кручение ручек. В нескольких играх используются одни и те же карточки, при этом игроку даются разные инструкции, что изменяет стиль игры.
Odyssey способна отображать на экране три квадратные точки и вертикальную линию. Две точки контролируются двумя игроками, а третья — самой системой. На самой приставке размещены две ручки, одна из которых перемещает вертикальную линию по экрану, а другая регулирует скорость движения контролируемой компьютером точки. Различные игры требуют от игрока изменять положение этих двух ручек, например, чтобы поменять игру с тенниса на гандбол, вертикальную линию необходимо переместить из центра экрана на его край. К играм прилагаются в комплекте цветные пластиковые накладки для имитации цветной графики, прилипающие к телевизору с помощью статического электричества. Некоторые из накладок могли использоваться с одним и тем же картриджем, изменяя правила игры, например, на одной изображена горнолыжная трасса, а на другой используется основанная на движениях игра Simon Says.
В дополнение к пластиковым накладкам, игры для Odyssey также поставлялись с игральными костями, фишками для покера, листами для ведения счёта, игровыми деньгами, и похожими на традиционные настольные игры досками. Также в виде периферийного устройства был выпущен первый световой пистолет. Устройство в виде ружья называлось Shooting Gallery, и засчитывало попадание при наведении на источник света, такой как точка на экране телевизора. В комплект со световым пистолетом были включены четыре игры.

## История

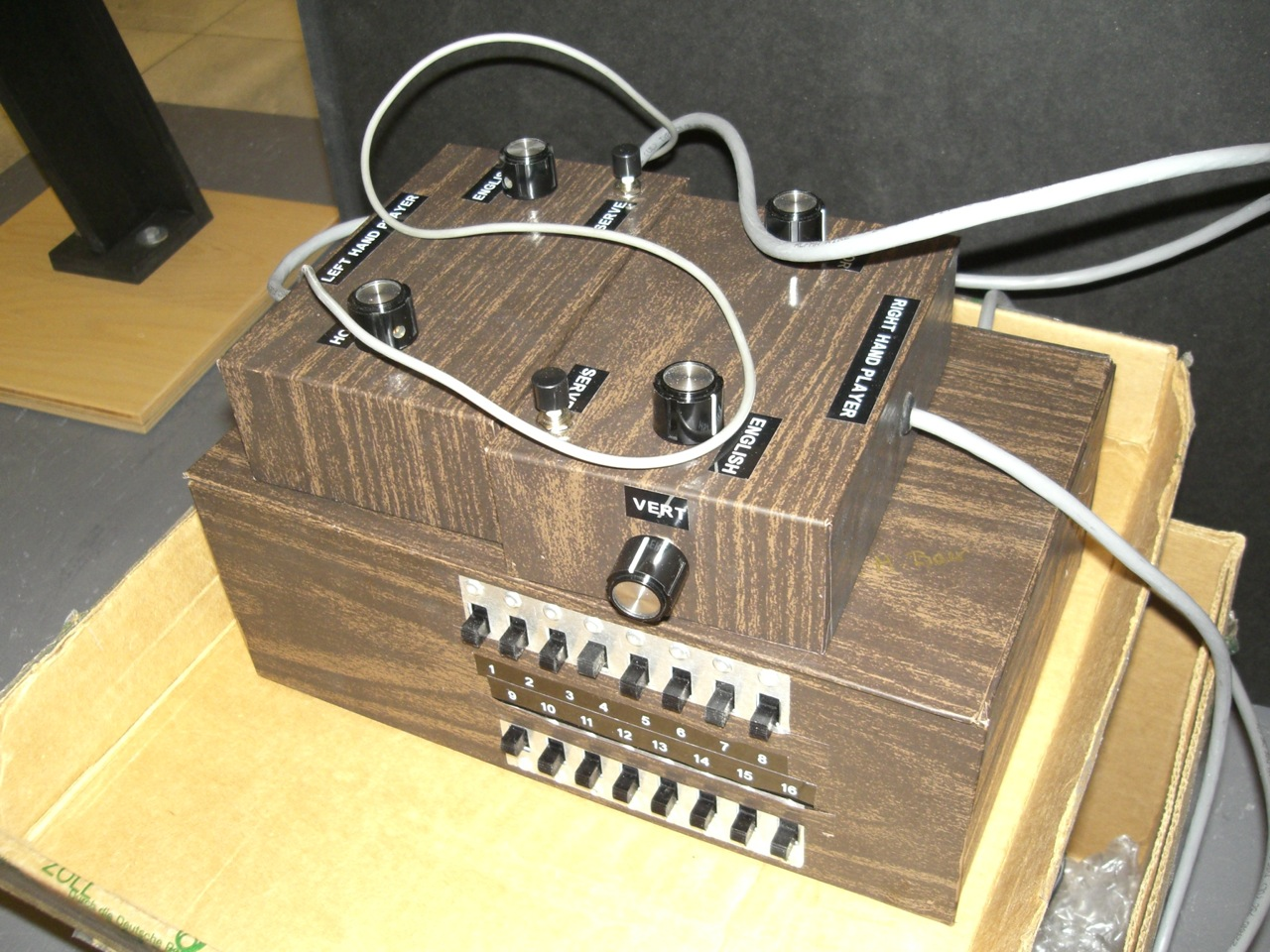
Прототип «Brown Box»

В 1951 году инженер Ральф Бер работал на военного подрядчика Loral Electronics, и ему было поручено разработать телевизионный приемник. В то время, по его словам, у него возникла идея сделать телевизор так, чтобы владелец мог управлять им, а не только принимать сигнал с удалённой телевизионной станции. Бер решил не заниматься идеей, но она вернулась к нему в августе 1966 года во время ожидания автобуса на остановке. Бер в то время был руководителем отдела проектирования оборудования военного подрядчика Sanders Associates, и он придумал концепцию использования телевизора для игр, а на следующее утро написал четырёхстраничное предложение по «игровой коробке» стоимостью 25 долларов США, которая могла бы подключаться к телевизору и воспроизводить игры на нём. В предложении Бер начал описывать проект, используя военную терминологию, но к его концу он называл его Channel LP, сокращённо «let’s play» (с англ. — «давайте играть»). Предлагаемое устройство должно было передавать сигнал, на который можно было настроить телевизор, и Бер описал несколько игр, в которые можно было играть на нём. Хотя в то время ещё не существовало коммерческой индустрии видеоигр, самые первые электронные компьютерные игры были разработаны в начале 1950-х годов, а к 1966 году было разработано несколько ранних игр для мэйнфреймов, которые обычно использовались только в крупных академических или исследовательских учреждениях.
Поскольку Channel LP не имела ничего общего с типичными военными контрактами, над которыми работали в Sanders, то вместо того, чтобы высказать идею боссам, Бер нашёл пустую комнату и поручил одному из своих техников, Бобу Тремблею, работать над системой вместе с ним. К декабрю 1966 года был завершён первый прототип, получивший впоследствии название «TV Game #1», который мог отображать и перемещать вертикальную линию по экрану телевизора. Бер продемонстрировал прототип Герберту Кэмпману, директору по исследованиям и разработкам компании Sanders, который неохотно согласился профинансировать проект и выделить 2000 долларов США на труд и 500 долларов США на материалы. В этот момент проект стал официальным.

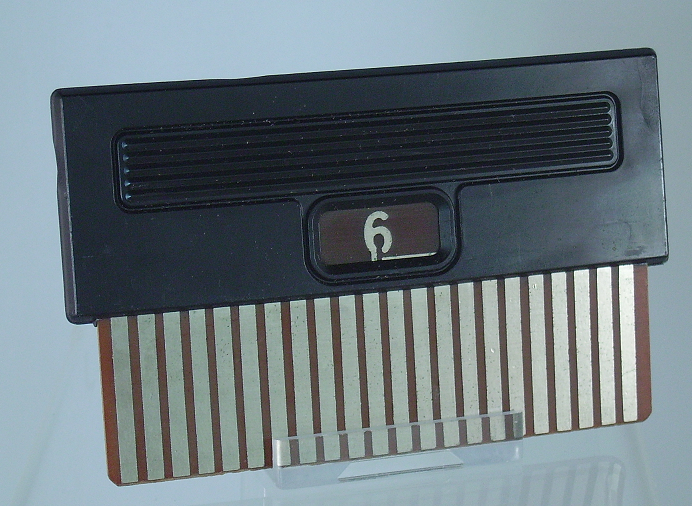
Игровой картридж номер 6

Следующие несколько месяцев Бер разрабатывал следующие прототипы, и в феврале 1967 года поручил технику Биллу Харрисону приступить к работе над проектом. Техник в промежутках между другими проектами начал разрабатывать последовательные модификации прототипа. Бер, тем временем, сотрудничал с инженером Биллом Рушем в работе над дизайном приставки, а также над разработкой основы для многих игр системы. Харрисон в мае начал разработку некоторых ранних игр, начиная с игры, где два игрока должны были многократно на скорость нажимать кнопку, для того чтобы заполнить или опорожнить ведро воды. К июню было закончено несколько игр для второго прототипа. В их число вошла игра, в которой игроки контролировали точки, преследующие друг друга, и игру для светового пистолета. Бер продемонстрировал новый прототип Кэмпману, который получил удовольствие от игры со стрельбой, увеличил финансирование и порекомендовал Беру показать проект высшему руководству. Тот продемонстрировал приставку совету директоров, который в основном не заинтересовался, но несколько членов проявили интерес. Тем не менее, генеральный директор Ройден Сандерс разрешил продолжить проект с целью продажи или лицензирования приставки в качестве коммерческого продукта.
К августу 1967 года Бер и Харрисон закончили разработку третьего прототипа, но обнаружили, что даже для того, чтобы приблизиться к первоначальной цели Бера — выпустить приставку стоимостью 25 долларов США — потребуется столько убрать, что итоговая приставка не будет доставлять какого-либо удовольствия. Кроме того, Бер считал, что ему не удалось придумать интересные игры для системы, и для решения этого он добавил в проект Билла Руша, который помогал ему придумывать первые игры для приставки. Несмотря на то, что паре было тяжело работать с Рушем, вскоре тот доказал свою ценность для команды, придумав способ отображать сразу три точки на экране вместо двух, и предложив разработать игру в пинг-понг. К ноябрю был построен четвёртый прототип, на котором были игра в пинг-понг, догонялки, игра для светового пистолета. К нему также были разработаны три разных типа контроллеров — джойстики для догонялок, световой пистолет и контроллер с тремя вращающимися ручками для игры в пинг-понг. Кэмпман счёл, что система достаточно продвинута для того, чтобы начать искать производителя, которому её можно продать. Группа решила продать права на производство приставки, поскольку в Sanders Associates не занимались производством и продажей коммерческой электроники.

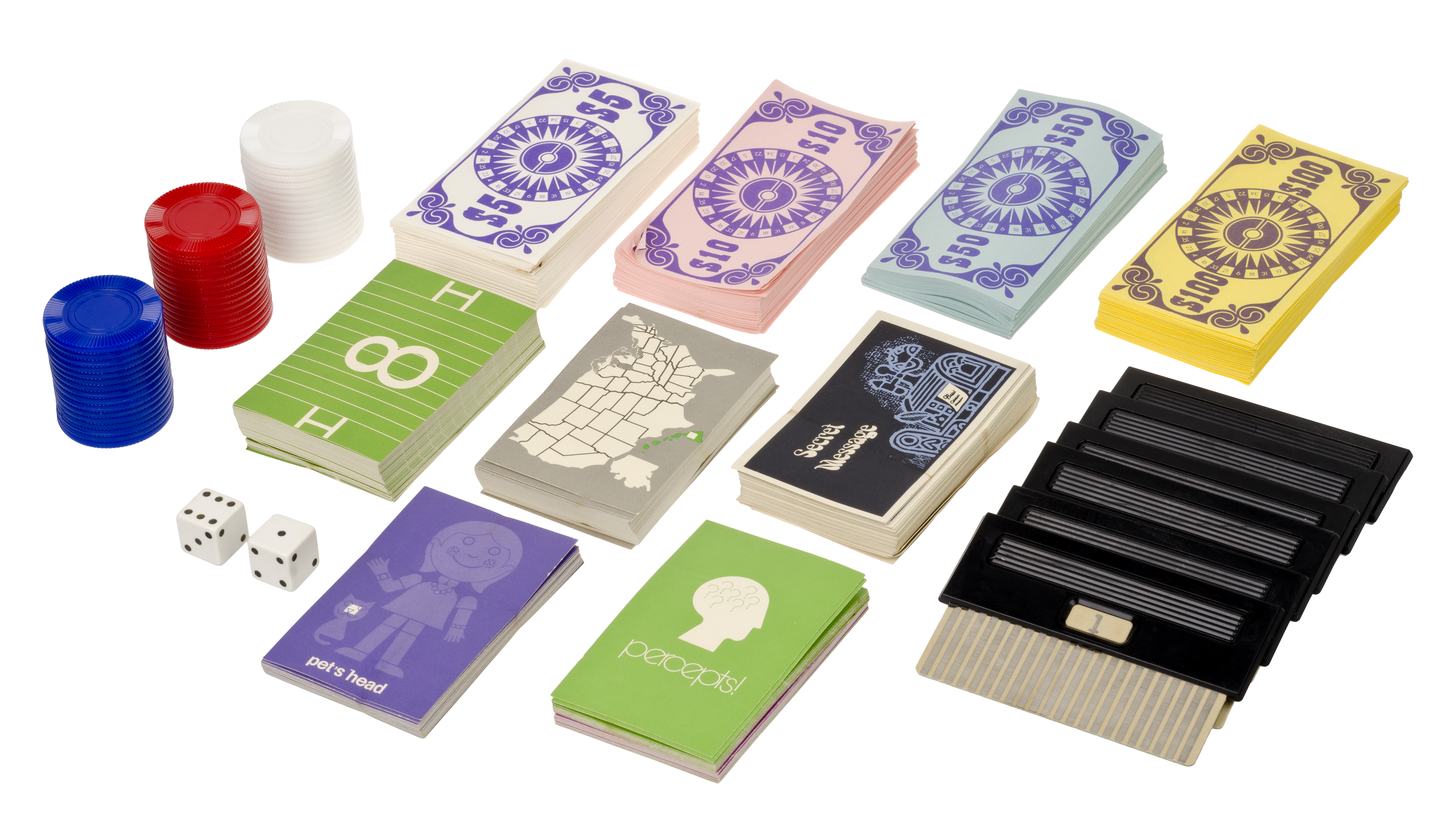
В комплекте с Odyssey поставлялись игровые карточки и аксессуары для настольных игр, такие как игральные кости

Сначала команда обратилась к индустрии кабельного телевидения, где прототип привлёк внимание TelePrompter Corporation. После пары месяцев переговоров проблемы с финансами вынудили TelePrompter отказаться от проекта в апреле 1968 года. Экономический спад, из-за которого были проблемы у TelePrompter, также сильно ударил и по Sanders Associates. Работа над пятым прототипом прекратилась в конце января 1968 года, а в компании начались массовые увольнения, среди уволенных оказался и Билл Руш. В сентябре проект был возобновлён без него, и были сделаны ещё две итерации. В результате в январе 1969 года был сделан седьмой прототип, «Brown Box» (с англ. — «коричневая коробка»), названный так из-за наклеек на корпусе. Теперь, когда система была в основном завершена и началась подача заявок на патенты, у команды возникла проблема с поиском покупателей и не было уверенности в том, к кому можно обратиться. В итоге патентный юрист Sanders Associates дал команде рекомендацию связаться с производителями телевизоров. Бер продемонстрировал систему нескольким компаниям, которые выразили энтузиазм, но только RCA была готова приобрести устройства. Однако соглашение не было достигнуто. Но позже Билл Эндерс, который был одним из директоров RCA, перешёл на работу в Magnavox и вспомнил про проект Бера. Он уговорил новых коллег взглянуть на проект. Создатели «коричневой коробки» в июле 1969 года продемонстрировали Magnavox устройство. Реакция большинства руководителей была не очень выраженной, но вице-президент по маркетингу Джерри Мартин поддержал идею, и Magnavox согласилась выпустить приставку. После долгих переговоров соглашение было подписано в январе 1971 года.

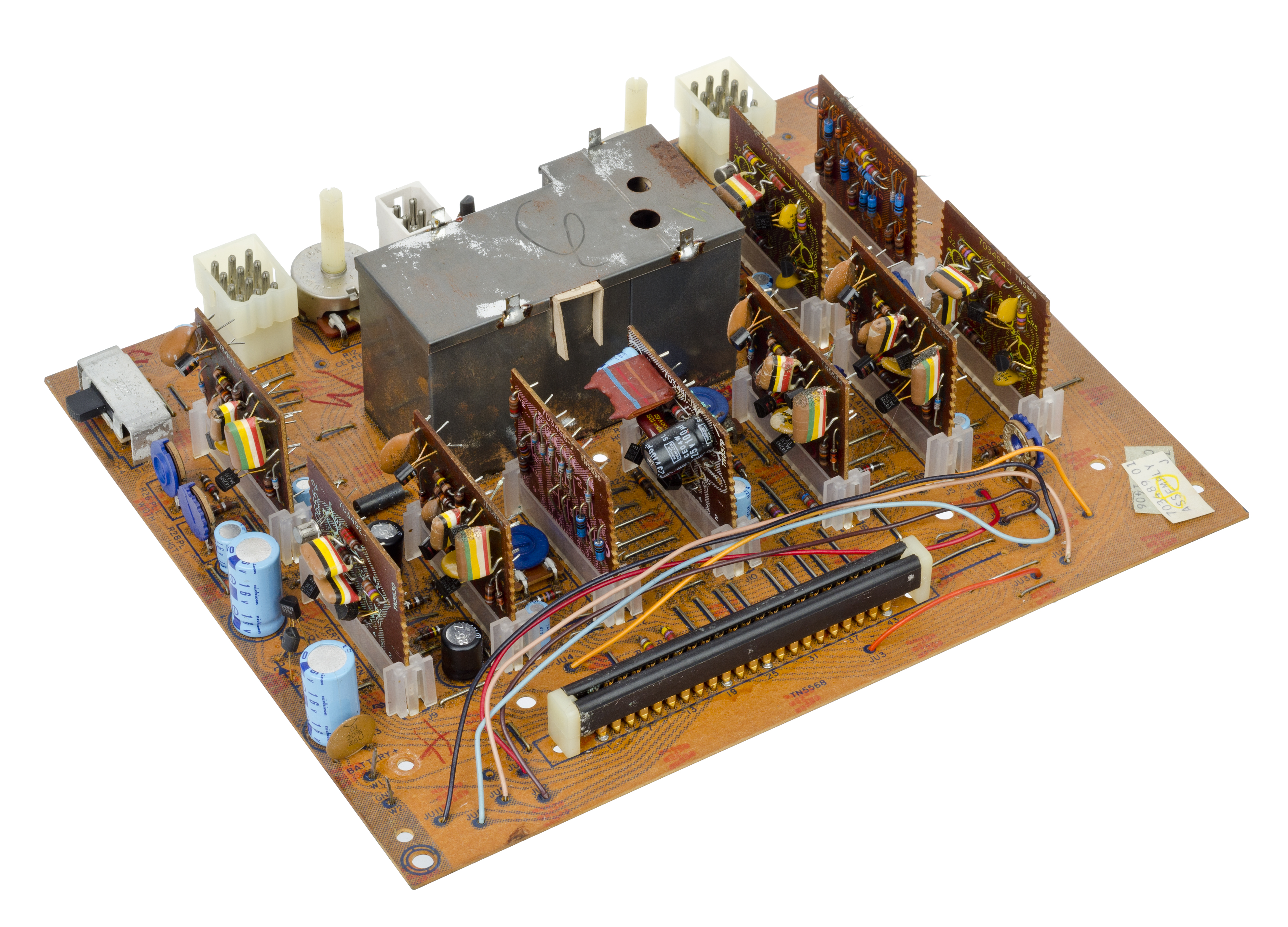
Odyssey состояла из 10 дочерних карт, которые были соединены с материнской платой, а игровые картриджи изменяли электрическую схему устройства

В Magnavox разработали внешний вид приставки и с консультациями от Бера и Харрисона немного переделали электронную схему устройства. Была убрана возможность вывода цвета, оставлен только контроллер с тремя вращающимися ручками, и изменёна система выбора игр. Вначале игры выбирались с помощью вращения ручки на приставке, но это было изменено на отдельные игровые карточки, которые при установке изменяли внутреннюю электрическую схему приставки. В то время цветные телевизоры всё ещё были предметом роскоши, и возможность выводить цвет привела бы к дополнительным расходам и времени на тестирование устройства на соответствие правилам Федеральной комиссии по связи. Ранее из-за финансовых проблем внутренняя схема была разработана с использованием дискретных компонентов, а не интегральных микросхем. К 1971 году эти сложности уже не имели значения, однако у Magnavox не было времени на перепроектирование всех внутренних компонентов системы до запланированной даты начала производства.
Игры для системы были разработаны Роном Брэдфордом из компании Bradford/Cout Design и рекламщиком Стивом Ленером, в основном на основе игр, разработанных Бером, Харрисоном и Рушем. Изначально за планированием производства приставки следил Боб Уайлс из подразделения цветного телевидения, но в сентябре 1971 года проект был передан Бобу Фритчу, менеджеру по продукции. В процессе тестирования приставка называлась Skill-O-Vision, а к моменту выпуска была переименована в Odyssey. Игра со световым пистолетом была выделена в отдельно продававшуюся игру Shooting Gallery, а в комплект к приставке были добавлены бумажные деньги, игральные карты и покерные фишки. Новые дополнения помогли поднять цену приставки до 99,99 доллара США. Бер был расстроен этими дополнениями, и считал, что они бессмысленны и не будут использоваться игроками. Компания Magnavox провела исследования рынка и игровые тесты в Лос-Анджелесе и Гранд-Рапидс, и продемонстрировала приставку в мае 1972 года дилерам в Лас-Вегасе. Приставка была публично представлена 22 мая 1972 года на пресс-мероприятии в ресторане Tavern on the Green в Нью-Йорке. Также компания Magnavox объявила о том, что система будет выпущена в продажу в сентябре 1972 года, и распространяться она будет только через дилеров, расположенных в 18 мегаполисах.

## Продажи

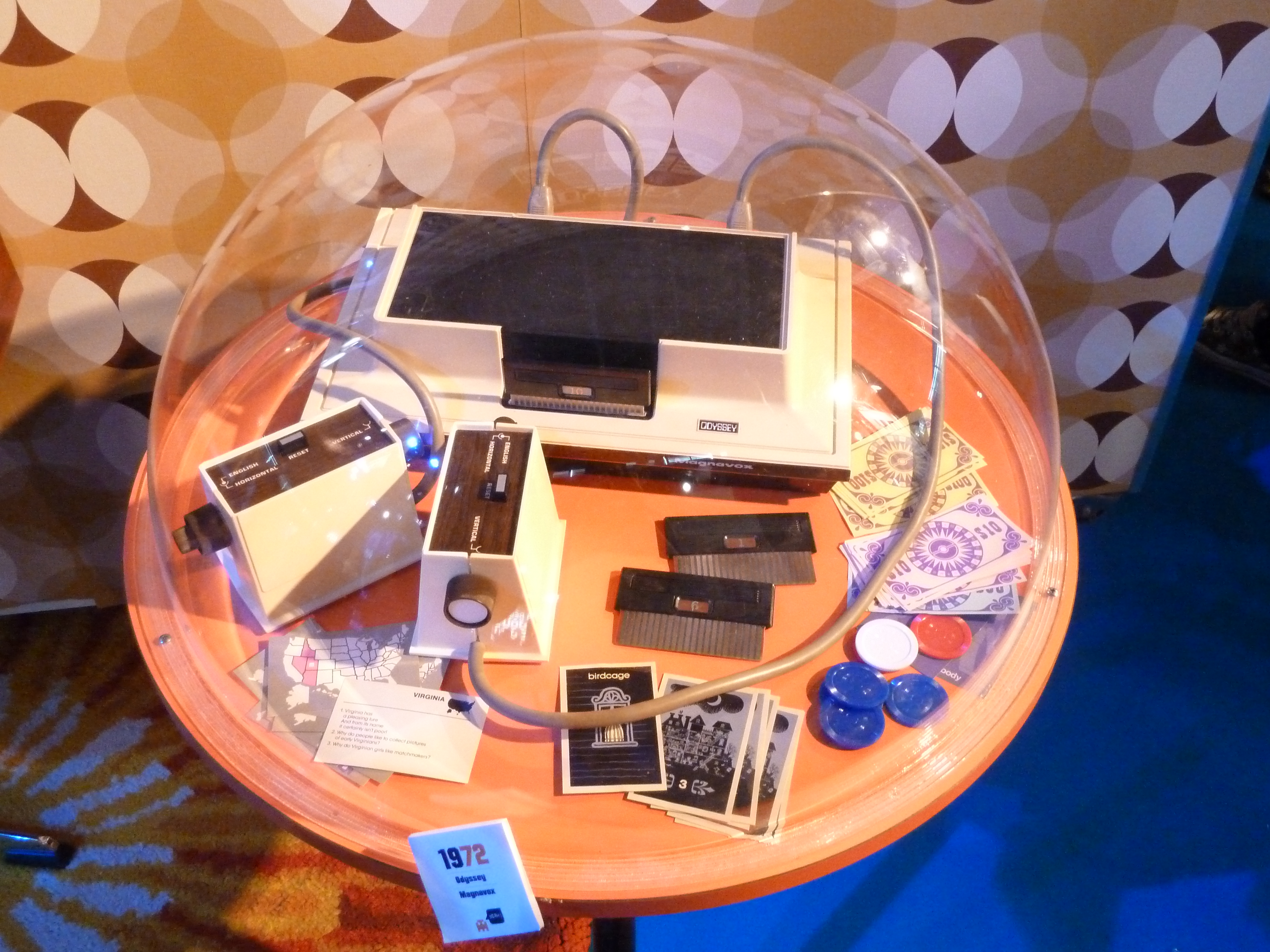
Magnavox Odyssey на Festival du Jeu Vidéo 2010 года

Компания Magnavox начала рекламировать Odyssey с середины сентября 1972 года, а 16 октября приставка была показана на игровом шоу What's My Line?. Поскольку на тот момент не существовало ни Pong, ни термина «видеоигра», компания описывала приставку как «новую электронную игру будущего». Вначале Magnavox заказала 50 000 экземпляров, но перед выпуском приставки увеличила производственные мощности и накопила запасы, так как тестирование рынка показало высокий интерес к приставке. Odyssey продавалась только через дилеров Magnavox, которые самостоятельно занимались рекламой на местных рынках; и компания надеялась, что благодаря продукту она сможет привлечь посетителей в свои магазины.
Ральф Бер и сотрудники Magnavox высказывали противоречивые свидетельства о количестве произведённых экземпляров, по ним к 1972 году Magnavox выпустила либо 120 000, либо 140 000 приставок. Продано было только 69 000 экземпляров. По мнению Бера, к плохим начальным продажам привела высокая цена, а также то, что Magnavox ограничила продажи своими дилерскими центрами и ввела покупателей в заблуждение о том, что устройство работало только с телевизорами Magnavox. Другие источники утверждают, что дилеры вводили клиентов в заблуждение с целью продажи большего количества телевизоров, хотя в рекламе чётко указывалось что приставка может работать с любым телевизором. Предполагается, что клиенты, незнакомые с новым устройством, неправильно поняли насколько Odyssey совместима с другими телевизорами.
Планировщик продукции Magnavox Дон Эмри рассказывал, что продажи соответствовали первоначальным прогнозам. После первого праздничного сезона Magnavox собиралась отказаться от производства приставки, но скромный продолжающийся спрос, наряду с высокой удовлетворённостью клиентов по опросам, убедил компанию продолжить поставки. Magnavox ежегодно издавала два каталога, один перед рождественским сезоном, а другой — в январе перед ежегодной распродажей. Odyssey не появилась в предрождественском каталоге 1972 года, но в каталоге за январь 1973 года приставка изображалась на двухстраничном развороте с скриншотами игр в комплекте; также рекламировались дополнительные игры и световой пистолет. Команда Фритча предложила создать альтернативные версии Odyssey: «облегчённую» версию с пятью играми, и версию с четырьмя контроллерами и дюжиной новых или обновлённых игр. Бер предложил дополнение, которое будет добавлять звук в игры, а также контроллер в виде клюшки и связанные с ним игры в гольф. Компания Magnavox отклонила предложения, вместо этого выпустив в продажу четыре игры, полностью или частично разработанные Доном Эмри.
В конце 1973 года началась реклама приставки по всей стране, однако она по-прежнему продавалась исключительно через дилеров Magnavox. Компания также начала акцию, по которой приставка продавалась по цене в 50 долларов США, если покупается в комплекте с телевизором Magnavox. Приставка также была выпущена в 12 других странах: Австралия, Бельгия, Великобритания, Венесуэла, Германия, Греция, Израиль, Испания, Италия, Советский Союз, Франция и Швейцария. В конце 1973 года Magnavox провела большую рекламную кампанию всей своей продукции 1974 года, включая спонсорскую поддержку ноябрьского телевизионного шоу Фрэнка Синатры Ol' Blue Eyes Is Back. В рекламных роликах во время телешоу демонстрировалась Odyssey и другие продукты Magnavox.
Продолжающийся спрос привёл к тому, что Magnavox к сезону отпусков 1973 года выпустила ещё 27 000 единиц, из которых, по словам Бера, было продано 20 000 единиц. В 1974 году Odyssey появилась в каталоге Sears Wish Book. Всего Magnavox продала 89 000 приставок в 1973 году, 129 000 экземпляров в 1974 году и 80 000 экземпляров в 1975 году. По словам Бера, компания продала в общей сложности 350 000 единиц Odyssey по всему миру, хотя Боб Фритч утверждал, что их количество достигло 367 000. Игры со световым пистолетом продались количеством в 20 000 единиц.

## Наследие

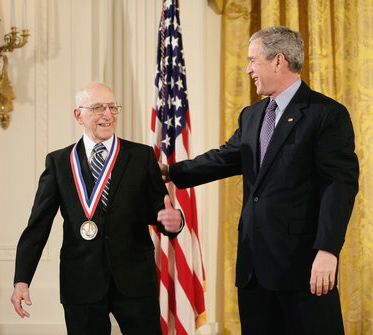
Вручение Национальной медали США в области технологий и инноваций Ральфу Беру, февраль 2006 года

Несмотря на то, что потребительский спрос на приставку сохранялся, компания Magnavox прекратила производство Odyssey осенью 1975 года. Растущая инфляция увеличила себестоимость производства системы с 37 до 47 долларов США, а Magnavox не смогла компенсировать потерю прибыли поднятием розничной цены. Вместо этого компания искала более дешёвую альтернативу; в мае 1974 года она подписала контракт с Texas Instruments на поставку интегральных схем для замены транзисторов и диодов первоначальной системы, а также разработала ограниченную версию игровой системы с их использованием. В результате были выпущены следующие приставки в серии — Odyssey 100 и Odyssey 200. Они вошли в первое поколение игровых систем, а их отличием от первой Odyssey было то, что они могли воспроизводить только встроенные игры. В Odyssey 100 были запрограммированы только две игры — пинг-понг и хоккей, которые были и на оригинале, а в Odyssey 200 также была игра в гандбол и простейшая экранная система подсчёта очков. 100 и 200 были выпущены в ноябре 1975 года за 69,95 и 109,95 доллара США соответственно. В серии вышло одиннадцать различных приставок, и её издание продолжалось до 1978 года, пока не была выпущена её наследница, приставка Magnavox Odyssey².
Хотя Odyssey продемонстрировала потенциал игровых приставок и ознаменовала начало коммерческой индустрии видеоигр, она обычно не считается достаточно успешной. Magnavox после 1973 года больше не выпускала игры для приставки, и отклонила все предложения по её улучшению. Также производились клоны приставки — Overkal в Испании, Kanal 34 в Швеции и Telematch в Аргентине, при этом последняя производилась только в очень ограниченном количестве. Ни одна другая компания до 1974 года не пыталась выйти на рынок домашних видеоигр, а до 1976 года не выпускалось ни одной другой домашней видеосистемы, способной воспроизводить игры с картриджей. Первой такой системой стала Channel F от Fairchild Semiconductor.
В 2004 году Ральф Бер был награждён Национальной медалью США в области технологий и инноваций за «революционное и новаторское создание, разработку и коммерциализацию интерактивных видеоигр, которые породили соответствующие области прикладной деятельности и мега-индустрии как в сфере развлечений, так и в сфере образования». В июне 2013 года Нью-Йоркский музей современного искусства пополнил свою постоянную коллекцию видеоигр приставкой Magnavox Odyssey. Пол Гэллоуэй, специалист музея, назвал приставку «шедевром машиностроения и промышленного дизайна» и заявил, что «трудно переоценить значение [Ральфа Бера] в зарождении индустрии». Два прототипа приставки, Brown Box и TV Game #1, с 2006 года находятся в коллекции Национального музея американской истории Смитсоновского института в Вашингтоне, округ Колумбия.

### Судебные иски

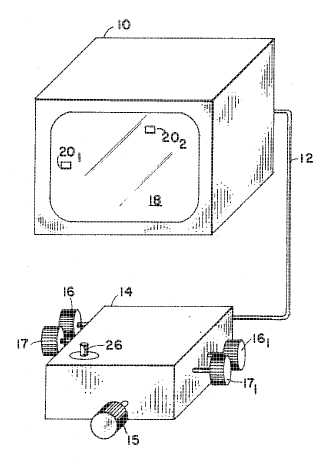
Рисунок из патента на Magnavox Odyssey

В мае 1972 года Нолан Бушнелл, главный инженер Nutting Associates и дизайнер первой коммерческой аркадной видеоигры Computer Space, увидел в дилерском центре демонстрацию Odyssey. Позже он покинул Nutting чтобы основать свою собственную компанию Atari, и уже в ней, вдохновившись Odyssey, в качестве тренировочного задания поручил своему работнику Аллану Алькорну создать игру в пинг-понг. При этом Бушнелл не сказал тому, что задание на самом деле не тренировочное, и что идея игры позаимствована из Table Tennis для Odyssey. Вскоре Алькорн разработал игру Pong, которую Бушнелл признал потенциальным хитом, и она стала первой игрой компании. Pong была очень успешной, и в свою очередь положительно повлияла на продажи Odyssey. Бер однажды отметил, что покупатели берут приставку из-за Table Tennis — чья популярность возросла из-за Pong — и пошутил, что после создания этой игровой карточки они могли прекратить разработку игр совсем.
Однако в 1974 году Magnavox подала иск к Atari и её конкурентам, включая Allied Leisure, Bally Midway и дистрибьютора игровых автоматов Empire, за нарушение патентов на видеоигры, воспроизводимые на экране телевизора. К 1975 году были поданы ещё два иска, против Sears, Nutting, Williams Electronics и других. Бер позже говорил, что Magnavox и Sanders пришлось выждать перед подачей исков, пока продажи контрафактной продукции не достигли ожидаемого ими объёма. По словам Бера, судебные иски по поводу нарушения прав стоят очень дорого, и только к середине 1970-х годов объём рынка аркадных автоматов и игровых приставок стал достаточно большим для того, чтобы оправдать затраты на иски. Корень конфликта лежал в паре патентов — один из них, принадлежавший Беру, описывал как Odyssey отображает на экране контролируемые игроком объекты или точки, и описывал ряд игр, в которые можно было играть на системе. Второй принадлежал Рушу и описывал как Odyssey использовала логическую систему для обработки столкновения двух точек друг с другом, и в качестве примера была приведена игра в пинг-понг.
Судья Джон Грэди постановил в начале 1977 года что патент Бера на Odyssey является «патентом-первопроходцем в области видеоигр», признал игры ответчиков нарушающими закон и создал прецедент, согласно которому любая видеоигра, в которой управляемый системой визуальный элемент отскакивал от управляемого игроком элемента, нарушает патент Билла Руша. На момент вынесения вердикта среди ответчиков по трём первоначальным искам оставались только Seeburg Corporation и обанкротившаяся Chicago Dynamic Industries, в то время как все остальные компании урегулировали их во внесудебном порядке. Atari договорилась о досрочном урегулировании судебного дела с Magnavox, и в обмен на 1,5 миллионов долларов США получила лицензию на патент. Magnavox также получила доступ ко всем технологиям, произведённым Atari с июня 1976 года по июнь 1977 года, в то время как другие компании-ответчики заплатили более высокие штрафы. В течение следующих двадцати лет Sanders и Magnavox подали в суд на несколько других компаний, сосредоточившись на играх типа «ракетка и мяч» (англ. paddle-and-ball), таких как Pong и Table Tennis. Судебные процессы закончились в середине 1990-х годов. Среди ответчиков были Coleco, Mattel, Seeburg и Activision. Sanders и Magnavox выиграли или урегулировали каждый иск. Многие из ответчиков безуспешно пытались заявить, что патенты могут применяться только к конкретной аппаратной реализации, разработанной Бером, или пытались признать их недействительными с помощью более ранних компьютерных разработок или электронных игр.
В 1985 году компания Nintendo подала в суд и попыталась аннулировать патенты Бера, заявив, что в 1958 году Уильям Хигинботам создал игру Tennis for Two. Однако суд постановил, что Tennis for Two была сделана на основе осциллографа и не использовала видеосигналы, и поэтому не может квалифицироваться как видеоигра. Решение было снова вынесено в пользу Magnavox и Sanders. В целом, Magnavox в различных патентных процессах и урегулированиях, связанных с Odyssey, выиграла более 100 миллионов долларов США. Кроме того, у Magnavox уже к середине 1970-х годов было более ста лицензиатов патентов.

## Список игр
Всего для Magnavox Odyssey было выпущено 28 игр, распространявшихся на 11 различных игровых картриджах. В комплект с приставкой включалось 13 различных игр — в Северной Америке поставлялся набор из 12 игр, а в других странах поставлялся другой набор из 10 игр. Шесть других игр поставлялись либо по отдельности за 5,49 доллара США, либо в комплекте за 24,99 доллара США. В дополнительных играх в основном использовались одни и те же игровые картриджи, но с другими накладками на экран и инструкциями к ним. Игрокам, отправившим заполненную опросную карточку, шедшую в комплекте с приставкой, бесплатно отдавалась игра Percepts. Также в продажу поступил световой пистолет под названием Shooting Gallery, к которому на двух картриджах прилагались четыре использующие пистолет игры. В 1973 году в продажу были выпущены последние четыре игры, полностью или частично разработанные Доном Эмри. Игры не контролировали соблюдения правил и не вели учёт очков — это было отдано на усмотрение игроков.
| Название              | Номер картриджа | Описание | Версия для США                                 | Международная версия                           |
| --------------------- | --------------- | --- | ---------------------------------------------- | ---------------------------------------------- |
| Table Tennis          | 1               | Два игрока управляют платформами, с их помощью отбивая мяч; | Шла в комплекте с консолью                     | Шла в комплекте с консолью                     |
| Ski                   | 2               | Один игрок перемещает точку, представляющую лыжника, во время спуска по горной тропе; каждый игрок должны продержаться как можно дольше; | Шла в комплекте с консолью                     | Шла в комплекте с консолью                     |
| Simon Says            | 2               | Игра для трёх игроков, в которой два игрока должны наперегонки прикоснуться к части тела выбранного ими персонажа, когда третий игрок говорит им об этом, используя колоду карт «Саймон говорит»;                                                          | Шла в комплекте с консолью                     | Шла в комплекте с консолью                     |
| Tennis                | 3               | Два игрока управляют платформами, с их помощью отбивая мяч; в отличие от Table Tennis в ней на экран нужно прикрепить накладку теннисного корта, а игроки должны следовать правилам тенниса;                                                               | Шла в комплекте с консолью                     | Шла в комплекте с консолью                     |
| Analogic              | 3               | Математическая игра, в которой игроки могут перемещаться на любые квадраты, которые также требуется перед игрой прикрепить на экран, основываясь на том, является ли число на квадрате чётным или нечётным и включает ли в себя сумму хода другого игрока; | Шла в комплекте с консолью                     | Шла в комплекте с консолью                     |
| Hockey                | 3               | Игровой процесс идентичен Tennis, однако в качестве накладки используется хоккейное поле; | Шла в комплекте с консолью                     | Шла в комплекте с консолью                     |
| Football              | 3, 4            | Игра для двух игроков, имитирующая футбол; используется накладка игрового поля; | Шла в комплекте с консолью                     | N/A                                            |
| Cat and Mouse         | 4               | Игра для двух игроков: один игрок играет за мышь, которая пытается вернуться в свою нору до того, как её поймает кошка, управляемая другим игроком; | Шла в комплекте с консолью                     | Продавалась отдельно                           |
| Haunted House         | 4               | Игра для двух игроков: один играет за детектива, целью которого является собрать все карты-подсказки, стараясь не быть пойманным призраком, которым управляет другой игрок; используется накладка дома с привидениями;                                     | Шла в комплекте с консолью                     | Продавалась отдельно                           |
| Submarine             | 5               | Игра представляет собой игру по мишеням; один игрок пускает торпеды, стараясь попасть в цель, которой управляет второй игрок; | Шла в комплекте с консолью                     | Шла в комплекте с консолью                     |
| Roulette              | 6               | Азартная игра, в которой игроки делают ставки фишками и вращают диск контроллера, чтобы начать вращение шарика на колесе рулетки; | Шла в комплекте с консолью                     | Продавалась отдельно                           |
| States                | 6               | Образовательная игра, для которой нужно использовать накладку карты США и колоду из 50 карт с вопросами о каждом штате; | Шла в комплекте с консолью                     | N/A                                            |
| Fun Zoo               | 2               | Гоночная игра для трёх игроков, для которой нужно игрокам использовать накладку зоопарка; один игрок рисует животного с колоды карт, а два других стараются как можно быстрее до него добраться;                                                           | Продавалась отдельно                           | N/A                                            |
| Baseball              | 3               | Игра, имитирующая бейсбол; используется накладка игрового поля; | Продавалась отдельно                           | N/A                                            |
| Invasion              | 4, 5, 6         | Стратегическая игра, в которой игроки делают ходы на отдельной игровой доске, а картина боя размещается на экране; | Продавалась отдельно                           | N/A                                            |
| Wipeout               | 5               | Гоночная игра, для которой требуется использовать накладку гоночного трека и игровую доску, которая отслеживает круги; | Продавалась отдельно                           | Шла в комплекте с консолью                     |
| Volleyball            | 7               | Игра, имитирующая волейбол; используется накладка игрового поля; | Продавалась отдельно                           | Шла в комплекте с консолью                     |
| Soccer                | 8               | Два игрока управляют платформами, отбивая мяч и стараясь забить гол в ворота соперника; использует накладку футбольного поля; | N/A                                            | Шла в комплекте с консолью                     |
| Handball              | 8               | Игра, имитирующая гандбол; | Продавалась отдельно                           | N/A                                            |
| Prehistoric Safari    | 9               | Один игрок устанавливает управляемую им с помощью светового пистолета точку на накладках доисторических животных, в то время как другой игрок пытается попасть в точку за как можно меньшее число выстрелов;                                               | Продавалась в комплекте со световым пистолетом | Продавалась в комплекте со световым пистолетом |
| Dogfight!             | 9               | Один игрок маневрирует своей точкой по накладке траектории полёта, в то время как другой игрок пытается попасть в неё из светового пистолета; | Продавалась в комплекте со световым пистолетом | Продавалась в комплекте со световым пистолетом |
| Shootout!             | 9               | Один игрок управляет бандитом в городе на Диком Западе и двигается по некоторому пути, останавливаясь рядом с окнами, чтобы дать возможность второму игроку выстрелить в него из светового пистолета;                                                      | Продавалась в комплекте со световым пистолетом | Продавалась в комплекте со световым пистолетом |
| Shooting Gallery      | 10              | Накладка для игры представляет собой мишени для тира; игрок пытается попасть в управляемую компьютером точку из светового пистолета в то время, когда она находится на мишени;                                                                             | Продавалась в комплекте со световым пистолетом | Продавалась в комплекте со световым пистолетом |
| Percepts              | 2               | Гоночная игра, в которой накладка включает в себя квадраты, содержащие узоры и символы на них; игроки наперегонки бегут к квадрату с таким же узором, который имеет карта, вытянутая из колоды;                                                            | Выдавалась бесплатно за прохождение опроса     | N/A                                            |
| Brain Wave            | 3               | Стратегическая игра, требующая использования кубиков и игральных карт; | Продавалась отдельно (вышла в 1973)            | N/A                                            |
| W.I.N.                | 4               | Игроки должны передвигать свои точки к символам, идущими в комплекте с игрой в качестве накладки на экран, для заполнения своей «Выигрышной карты»; | Продавалась отдельно (вышла в 1973)            | N/A                                            |
| Basketball            | 8               | Игра, имитирующая баскетбол; | Продавалась отдельно (вышла в 1973)            | N/A                                            |
| Interplanetary Voyage | 12              | Игрок управляет своей точкой, перемещаясь от планеты к планете для выполнения миссий, на которое даётся ограниченное число ходов, задаваемое игральными картами;                                                                                           | Продавалась отдельно (вышла в 1973)            | N/A                                            |

### Публикации
- Smith, Alexander. They Create Worlds: The Story of the People and Companies That Shaped the Video Game Industry. — CRC Press, 2019. — Т. 1: 1971 – 1982. — ISBN 978-1-138-38990-8.
- Ralph H. Baer. Videogames: In the Beginning. — Rolenta Press, 2005. — ISBN 978-0-9643848-1-1.
- DeMaria, Rusel; Wilson, Johnny L. High Score!: The Illustrated History of Electronic Games. — McGraw Hill/Osborne, 2003. — ISBN 978-0-07-223172-4.
- Donovan, Tristan. Replay: The History of Video Games. — East Sussex, England: Yellow Ant, 2010. — 501 с. — ISBN 9780956507204.
- Goldberg, Marty; Vendel, Curt. Atari Inc.: Business Is Fun. — Syzygy Press, 2012. — ISBN 978-0-9855974-0-5.
- Wolf, Mark J. P. Before the Crash: Early Video Game History. — Wayne State University Press, 2012. — ISBN 978-0-8143-3450-8.
- Wolf, Mark J. P. The Video Game Explosion: A History from PONG to PlayStation and Beyond. — Greenwood Publishing Group, 2007. — ISBN 978-0-313-33868-7.
- Алексей Беспалько. Space Age Wonder: появление игровых приставок // «Страна игр» : журнал. — 2003. — Октябрь (№ 19 (148)). — С. 128—130. — ISSN 7157-1000.